# Ladislao d’Aquino
Ladislao d’Aquino (ur. w 1543 w Neapolu, zm. 8 albo 12 lutego 1621 w Rzymie) – włoski kardynał.

## Życiorys
Urodził się w 1543 roku w Neapolu, jako syn Francesca d’Aquino i Beatrice de’ Guevary. W 1571 roku przyjął święcenia kapłańskie. Był klerykiem Kamery Apostolskiej i referendarzem Trybunału Obojga Sygnatur. 20 października 1581 roku został wybrany biskupem Venafro. W latach 1608–1613 pełnił funkcję nuncjusza w Konfederacji Szwajcarskiej. W 1613 roku został mianowany nuncjuszem w Sabaudii, jednak Karol Emanuel odmówił przyjęcia go, ponieważ biskup uchodził za protegowanego hiszpańskiego. 19 września 1619 roku został kreowany kardynałem prezbiterem i otrzymał kościół tytularny Santa Maria sopra Minerva. Zmarł 8 albo 12 lutego 1621 roku w Rzymie.